# 鮑比·里奇

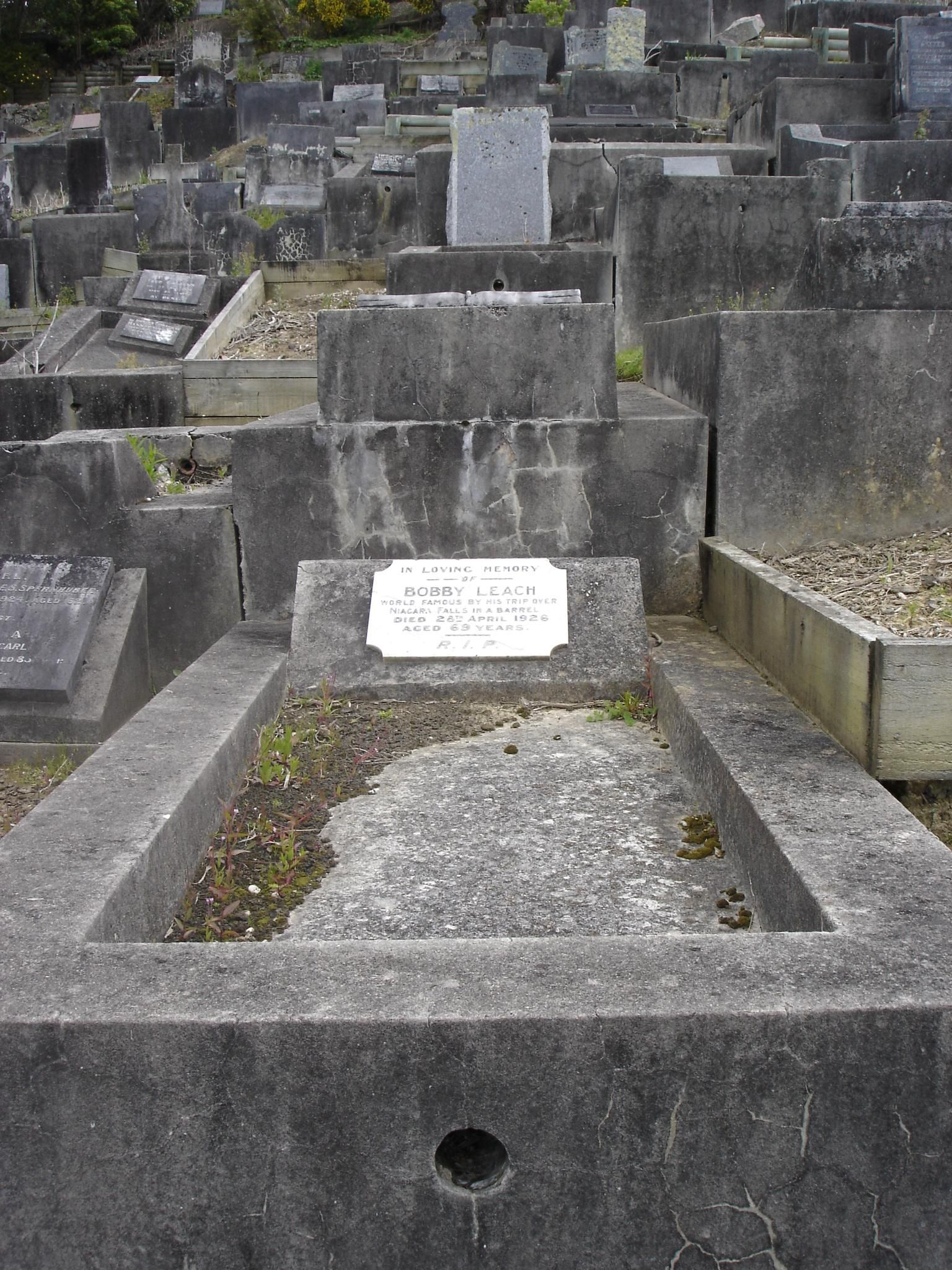
鮑比·里奇之墓，位於紐西蘭奧克蘭的希爾斯堡公墓（Hillsborough Cemetery）

鮑比·里奇（英語：Bobby Leach；1858年—1926年4月26日）是一名英國籍的馬戲團特技人員。他在1911年7月25日乘坐木桶穿越尼加拉大瀑布，成為了繼安妮·埃德森·泰勒之後，第二位活著完成這項挑戰的人。木桶經過瀑布時的高速下墜，造成他的多處骨折和挫傷（包括雙腿髕骨斷裂和下顎骨折），於冒險結束後在醫院靜養了六個月。
里奇曾在玲玲馬戲團中表演，對於特技表演毫不陌生。他擁有一家餐廳，在他挑戰尼加拉瀑布之前，他曾向餐廳的顧客講述安妮·埃德森·泰勒的故事，並吹噓自己能夠做的比她更好。和完成了冒險卻沒有得到多少金錢的泰勒不同，里奇的冒險使他獲得了一些成功。他在數年內拜訪了加拿大、美國和英格蘭，在歌舞雜耍表演和演講廳上講述他的悲慘經歷，同時向大眾展示他的木桶，並與人們拍照。
1920年，里奇回到尼加拉大瀑布旁，經營一家撞球館。他在60歲時曾數次跳入漩渦急流中游泳，但都失敗了。他多次被當地有名的救難英雄老威廉·紅·希爾救上岸。
1926年，在紐西蘭的一場巡迴演出中，因不小心踩到橘子皮跌倒導致腿部受傷，不久腿部壞死截肢，兩個月後併發多種併發症去世。

## 外部連結
- 在Find a Grave上的鮑比·里奇
- Info Niagara
- University of Houston（页面存档备份，存于）
- https://web.archive.org/web/20080723192615/http://reservationsystems.com/niagara_daredevils/bobby_leach.html

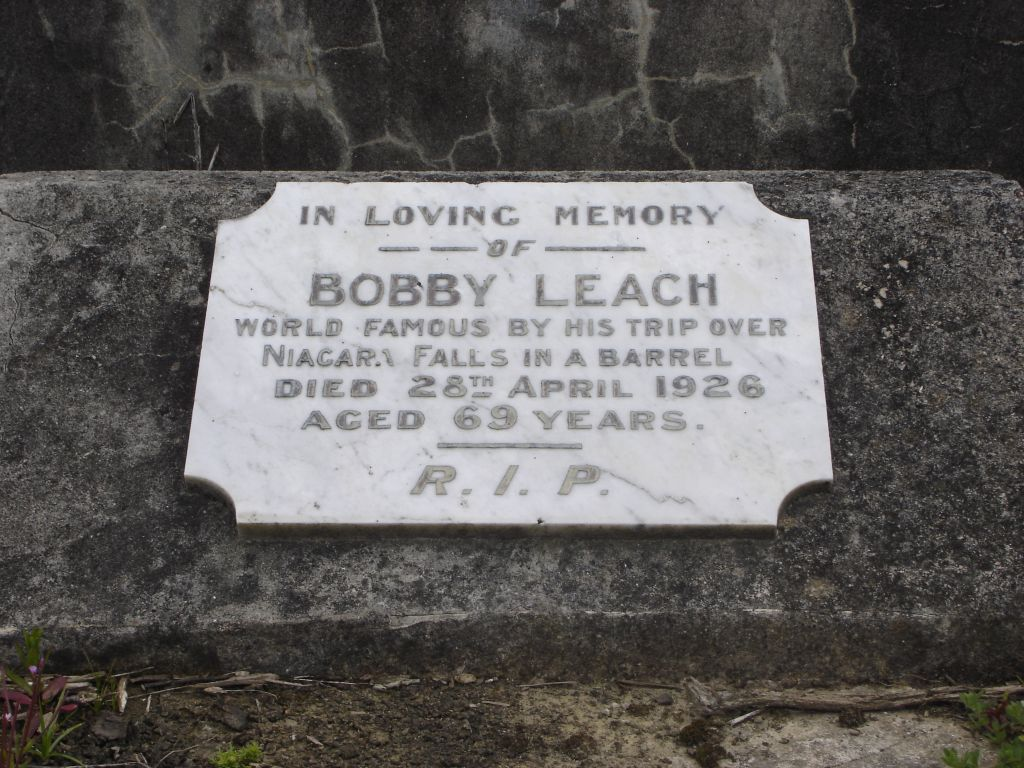
鮑比·里奇的墓碑